# Jack Trees
Jack Trees, né en 1900, est un footballeur anglais évoluant au poste de défenseur. 

## Biographie
Il joue 16 matchs en Division 1 sous les couleurs de l'OM. Il inscrit un but contre son camp lors d'une rencontre face à Montpellier.